# Хищные птицы

Вариации форм и размеров дневных хищных птиц

Хищные птицы — птицы, которые охотятся в полёте.
Хищные птицы обладают хорошим зрением, большими когтями и клювом, приспособленными для захвата или умерщвления жертвы. Хищные птицы не составляют единой таксономической группы, а представляют собой несколько таксонов, объединённых общими особенностями.
Большинство дневных хищных птиц относят к двум или трём отрядам:
- Ястребообразные (Accipitriformes)
  - Ястребиные (Accipitridae)
  - Скопиные (Pandionidae)
  - Секретари (Sagittariidae)
  - Американские грифы (Cathartidae) — часть систематиков выделяют в отряд американских грифов (Cathartiformes)
- Соколообразные (Falconiformes)
  - Соколиные (Falconidae)
- Кариамообразные (Cariamiformes)
  - Кариамовые (Cariamidae)

К ночным хищным птицам относятся представители отряда совообразных (Strigiformes), которые включают два семейства:
- Совиные (Strigidae)
- Сипуховые (Tytonidae)

Хищный образ жизни также ведут кукабары, сорокопуты, новозеландский попугай кеа, аист марабу, врановые (ворон, серая ворона, сорока, галка), африканский страус (молодые птицы), поморники и пингвины.